# Pegomya polygoni
Pegomya polygoni este o specie de muște din genul Pegomya, familia Anthomyiidae. A fost descrisă pentru prima dată de Johann Heinrich Kaltenbach în anul 1864.
Este endemică în Germania. Conform Catalogue of Life specia Pegomya polygoni nu are subspecii cunoscute.